# 코발람

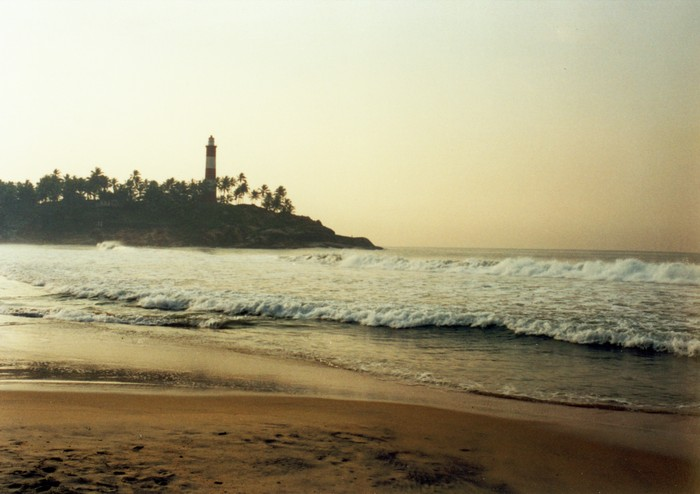
코발람의 해변

코발람(영어: Kovalam, 말라얄람어: കോവളം)은 인도 케랄라주의 도시이다. 아라비아해와 접하며 도시 중심에서 남쪽으로 18km 정도 떨어진 곳에 위치한다.